# هواية جمع الطوابع الجوية
هواية جمع الطوابع الجوية، أو الطوابعية الجوية، هو فرع من فروع هواية جمع الطوابع، وتخصص في دراسة البريد الجوي. لقد لاحظ هواة جمع الطوابع تطور نقل البريد عن طريق الجو منذ بدايته، وجرى دراسة وتوثيق جميع جوانب خدمة البريد الجوي على نطاق واسع وتوثيقها من قبل الهواة.

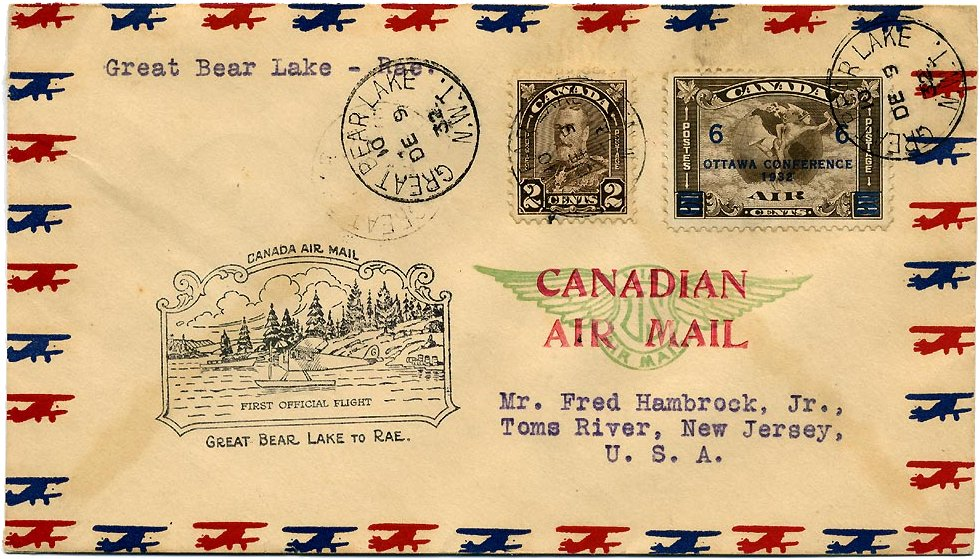
غلاف يتضمن صورة "أول رحلة طيران رسمية" كندية في عام 1932، من بحيرة الدب الأكبر إلى راي (بيهتشوكو حاليًا)، وتتضمن طابعًا خاصًا وطابع بريد جوي مشحون.

## النطاق
تشمل هواية جمع الطوابع الجوية طوابع البريد الجوي، الرسمية وغير الرسمية كالآتي:
- أنواع من الملصقات (مثل آداب البريد الجوي).
- الوثائق البريدية المرسلة عن طريق الجو.
- العلامات البريدية المتعلقة بالنقل الجوي.
- طبيعة الأسعار والطرق، وخاصة الرحلات الأولى والرحلات "الخاصة" الأخرى.
- البريد الذي يغطي أخبار معظم حوادث الطائرات والحوادث الجوية الأخرى.

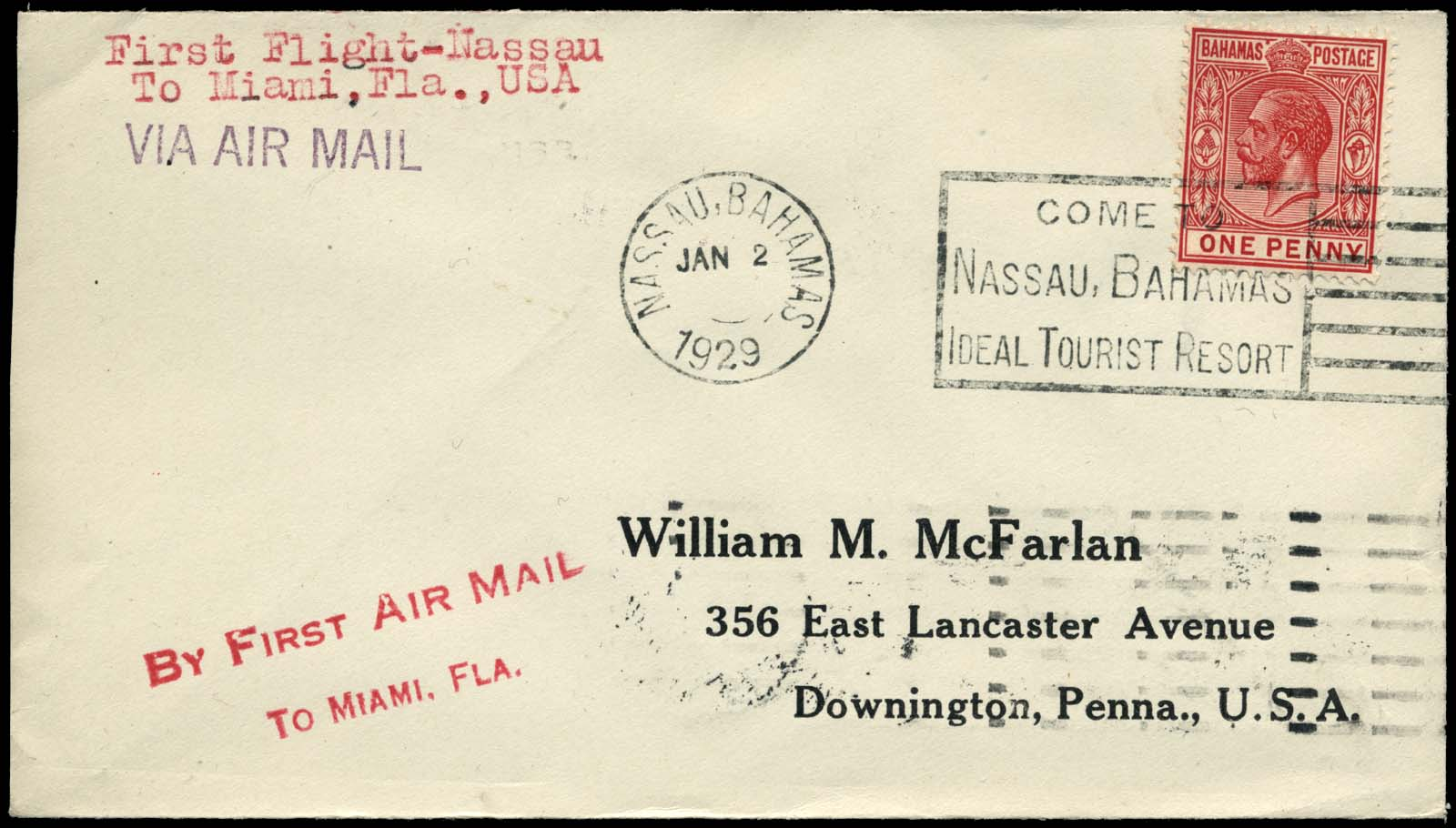
أول رحلة طيران لجزر البهاما عام 1929

في حين أن معظم هواية جمع البريد الجوي تفترض وسائل النقل بواسطة الجو عن طريق الطائرات ذات الأجنحة الثابتة، فإن مجالات بريد البالون، وبريد المنطاد، وبريد الصواريخ هي تخصصات فرعية نشطة. وعلم الفلك، ودراسة البريد في الفضاء، هو مجال ذو صلة أيضاً.

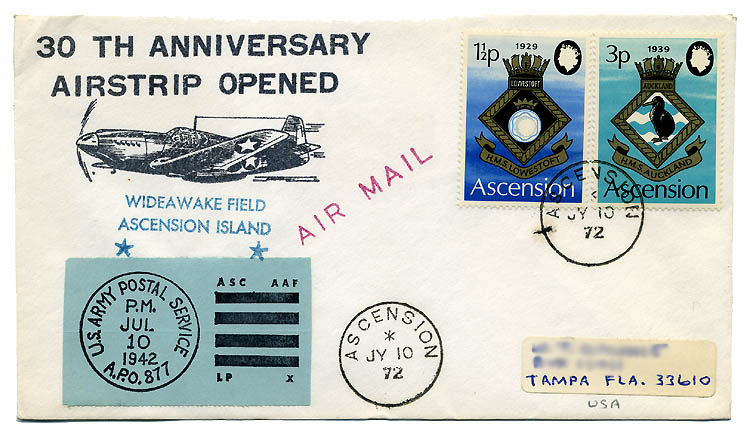
ظرف بريد جوي خاص بجزيرة أسنشن عام 1972 للاحتفال بالذكرى الثلاثين لافتتاح مهبط وادواكي في الجزيرة

## المنظمات
إن الاتحاد الدولي لجمعيات هواة جمع الطوابع الجوية (FISA) هو المنظمة الشاملة لهواة جمع الطوابع الجوية، على الرغم من أن هواة جمع الطوابع الجوية شكلوا عددًا من المنظمات في جميع أنحاء العالم؛ أصدر العديد منهم مجموعة متنوعة من المنشورات المتخصصة. كما يحتفظ الاتحاد الدولي لهواة جمع الطوابع (FIP) بلجنة خاصة.
ومن الجمعيات الأمريكية لجمع ودراسة البريد الجوي هي الجمعية الأمريكية للبريد الجوي.

## روابط خارجية
- FIP Commission for Aerophilately
- Air Mail Society of New Zealand
- American Air Mail Society
- British Air Mail Society
- Fédération Internationale des Sociétés Aérophilatéliques
- Irish Airmail Society
- Metropolitan Air Post Society
- Aerophilately Resources